# EndeavourOS
EndeavourOS — це дистрибутив Linux на основі Arch Linux . Він є спадкоємцем проекту Antergos, який був закритий у 2019 році. Має графічний інсталятор, на вибір можна встановити одне або декілька середовищ робочого столу та менеджерів вікон, які завантажаться при інсталяції системи (окрім Xfce, що вже входить до ISO-образу).

## Особливості
EndeavourOS використовує модель постійних оновлень rolling release.
Доступні середовища робочого столу:
- Xfce (за замовчуванням, офлайн)
- Mate
- LXQt
- LXDE
- Cinnamon
- Plasma
- Gnome
- Budgie

Доступні менеджери вікон:
- Openbox
- i3-WM
- BSPWM
- Sway
- Qtile
- Worm

## Розробка
Команда розробила план створення дистрибутива, який було б легко підтримувати, тримаючи власні репозиторії мінімальними і пропонуючи досвід користування близький до Arch Linux, але зі зручним графічним інсталятором. Цей план виключав з репозиторію популярну графічну оболонку Pamac для менеджера пакетів Arch Linux (Pacman).

## Релізи
Перший реліз вийшов 15 липня 2019 року.